# Златна-Панега
Златна-Панега (болг. Златна Панега) — село в Болгарии. Находится в Ловечской области, входит в общину Ябланица. Население составляет 894 человека.

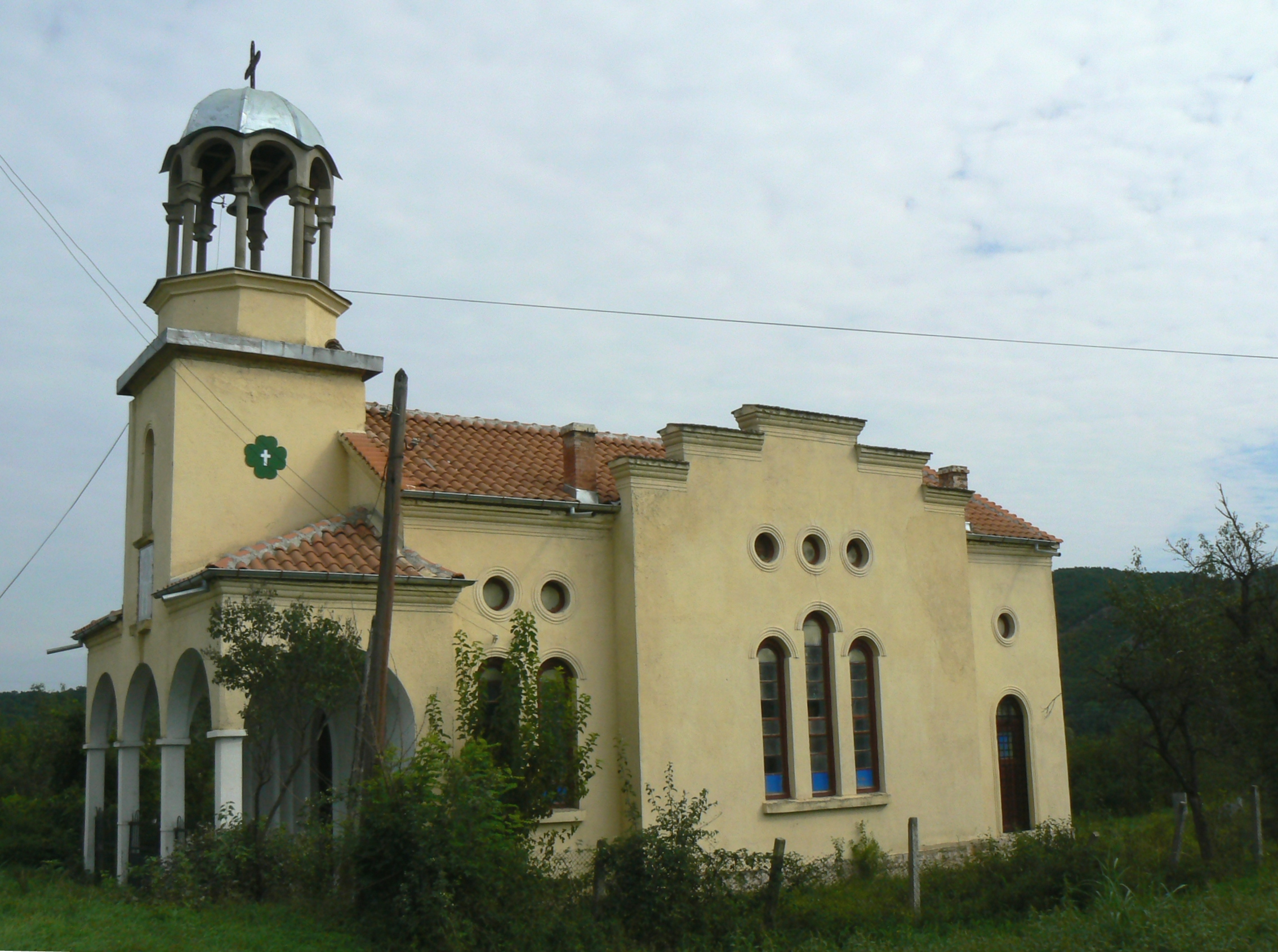
Церковь в Златна-Планеге

## Политическая ситуация
В местном кметстве Златна-Панега, в состав которого входит Златна-Панега, должность кмета (старосты) исполняет Галин Петров Георгиев (Болгарская социал-демократия (БСД)) по результатам выборов.
Кмет (мэр) общины Ябланица — Иван Райков Цаков (независимый) по результатам выборов.